# Avís
Avís (en portugués, Avis [ɐˈviʃ]ⓘ, anteriormente escrito Aviz) es una villa portuguesa del distrito de Portalegre, región Alentejo y comunidad intermunicipal del Alto Alentejo, con cerca de 1672 habitantes en 2021 en la cabecera municipal.La villa, que conserva vestigios de fortificaciones, domina la confluencia de los ríos Seda y Avís, que desembocan en el embalse que abastece a la central hidroeléctrica de Maranhão, situada 15 km aguas abajo. Además de la iglesia del convento de San Benito, reconstruida en el siglo XVII, las murallas y algunas torres medievales son testigos del brillante pasado de la ciudad.
Es sede de un municipio con 605,55 km² de área y 3813 habitantes (2021), subdividido en 6 freguesias. El municipio limita al nordeste con el municipio de Alter do Chão, al este con Fronteira, al sur con Sousel y con Mora y al noroeste con Ponte de Sôr.
El municipio de Avís se extiende por la zona alta de la Cuenca Hidrográfica del Sorraya, beneficiándose de la presencia de importantes cursos de agua como el de Ribeira de Seda, que en las proximidades de Avís se une a Ribeira Grande o Avís. Ribeira de Seda, ya en el límite del municipio cercano a Pavía, recibe el Ribeiro do Almadafe, formando así Ribeira da Raia. También encontramos, en este mismo municipio, Ribeira da Sarrazola, Ribeiros do Azinhal, Alcôrrego y Vale de Freixo.
Desde 1976, el Partido Comunista Portugués ha ganado casi todas las elecciones en el municipio, ya sean locales, legislativas, europeas o presidenciales.

## Historia
La ciudad fortificada, de la que se han conservado partes, fue la sede de los Caballeros de la Orden de Avís. La Orden creció hasta convertirse en la segunda dinastía del Reino de Portugal, la Casa de Avís, y su nombre hoy subsiste como uno de los más altos honores militares de la República Portuguesa.

## Demografía
| Gráfica de evolución demográfica de Avis entre 1900 y 2021 |
|                                                            |
| Datos según el nomenclátor publicado por el INE portugués. |

## Freguesias
Las freguesias de Avís son las siguientes:
- Alcórrego e Maranhão
- Aldeia Velha
- Avis
- Benavila e Valongo
- Ervedal
- Figueira e Barros

## Galería

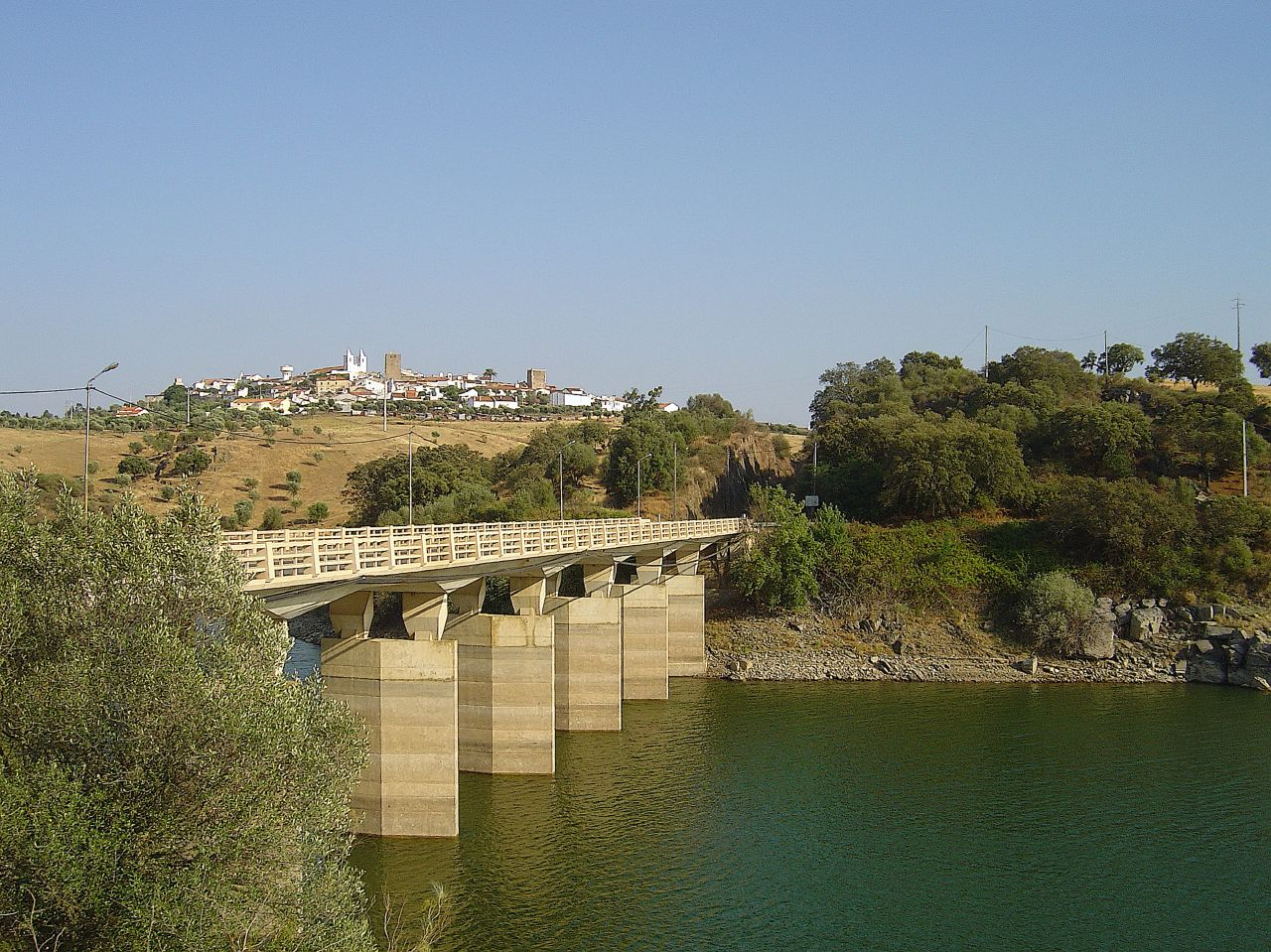
Puente hacia la ciudad.
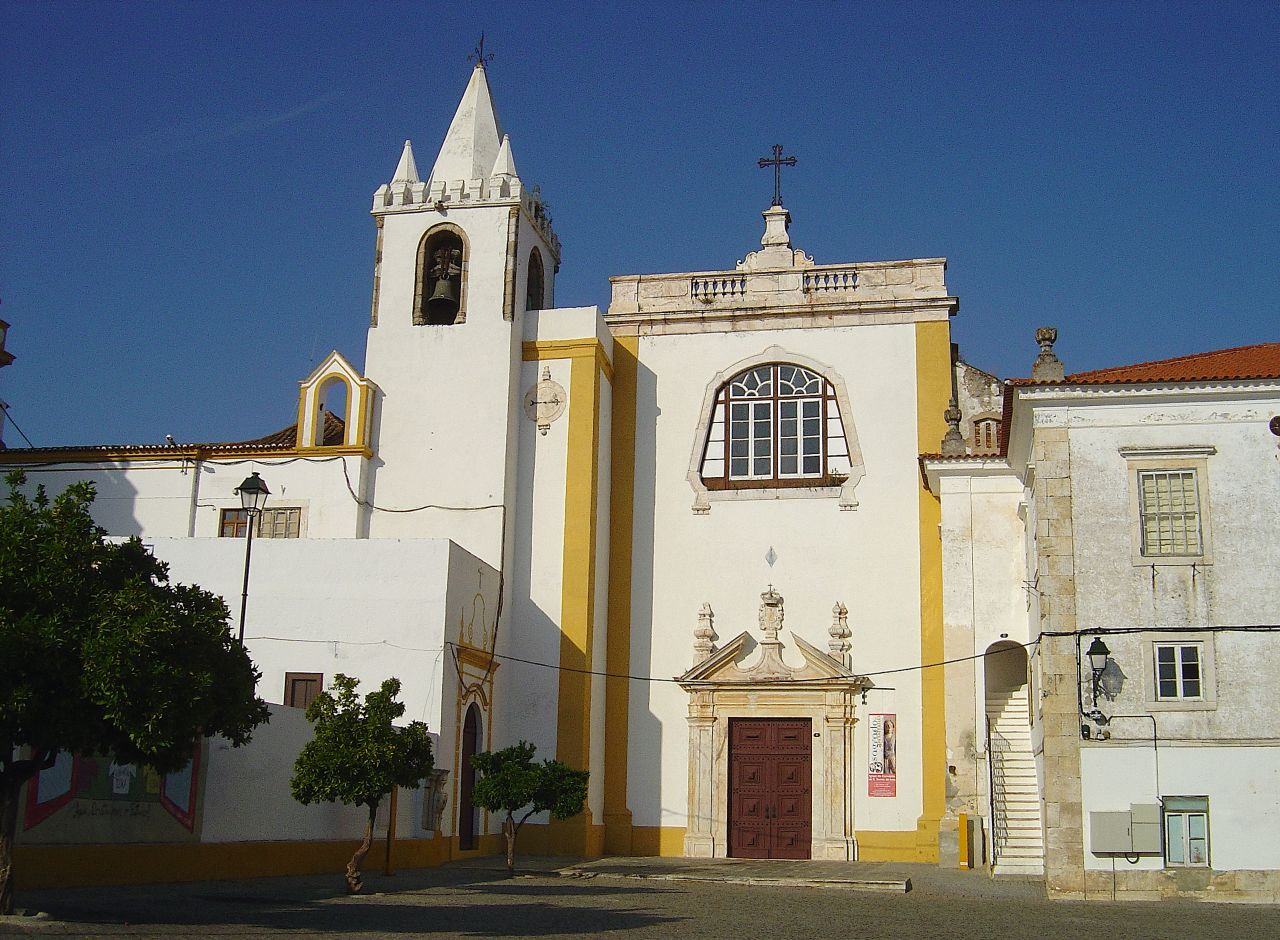
Iglesia y convento de San Benito de Avís.